# Acetazolamid
Acetazolamid (Diamoks) je inhibitor karbonske anhidraze koji se koristi za lečenje glaukoma, epileptičkih napada, idiopatske intrakranijalne hipertenzije, visinske bolesti, cistinurije, i duralne ektazija. On je isto tako diuretik. Acetazolamid je dostupan kao generički lek.

## Mehanizam dejstva
Acetazolamid je inhibitor karbonske anhidraze. On se koristi u medicini za lečenje umerenih do jakih metaboličkih ili respiratornih alkaloza. On deluje putem ometanja resorpcije bikarbonata (HCO3-) u bubrezima, čime povišava kiselost krvi (i alkalnost urina).
Karbonska anhidraza (CA) katalizuje privi deo sledeće reverzibilne reakcije, u kojoj se ugljen dioksid (CO2) i voda konvertuju do karbonske kiseline i obrnuto:

## Spoljašnje veze
- Diuretici

|  | Molimo Vas, obratite pažnju na važno upozorenje u vezi sa temama iz oblasti medicine (zdravlja). |